# Quattro alla frontiera
Quattro alla frontiera (Cuatro en la frontera) è un film del 1958 diretto da Antonio Santillán.

## Trama
Javier è il capitano della Guardia Civile e per scoprire un contrabbando, si finge operaio in una fattoria situata al confine, della frontiera franco-spagnola.